# Isa Genzken

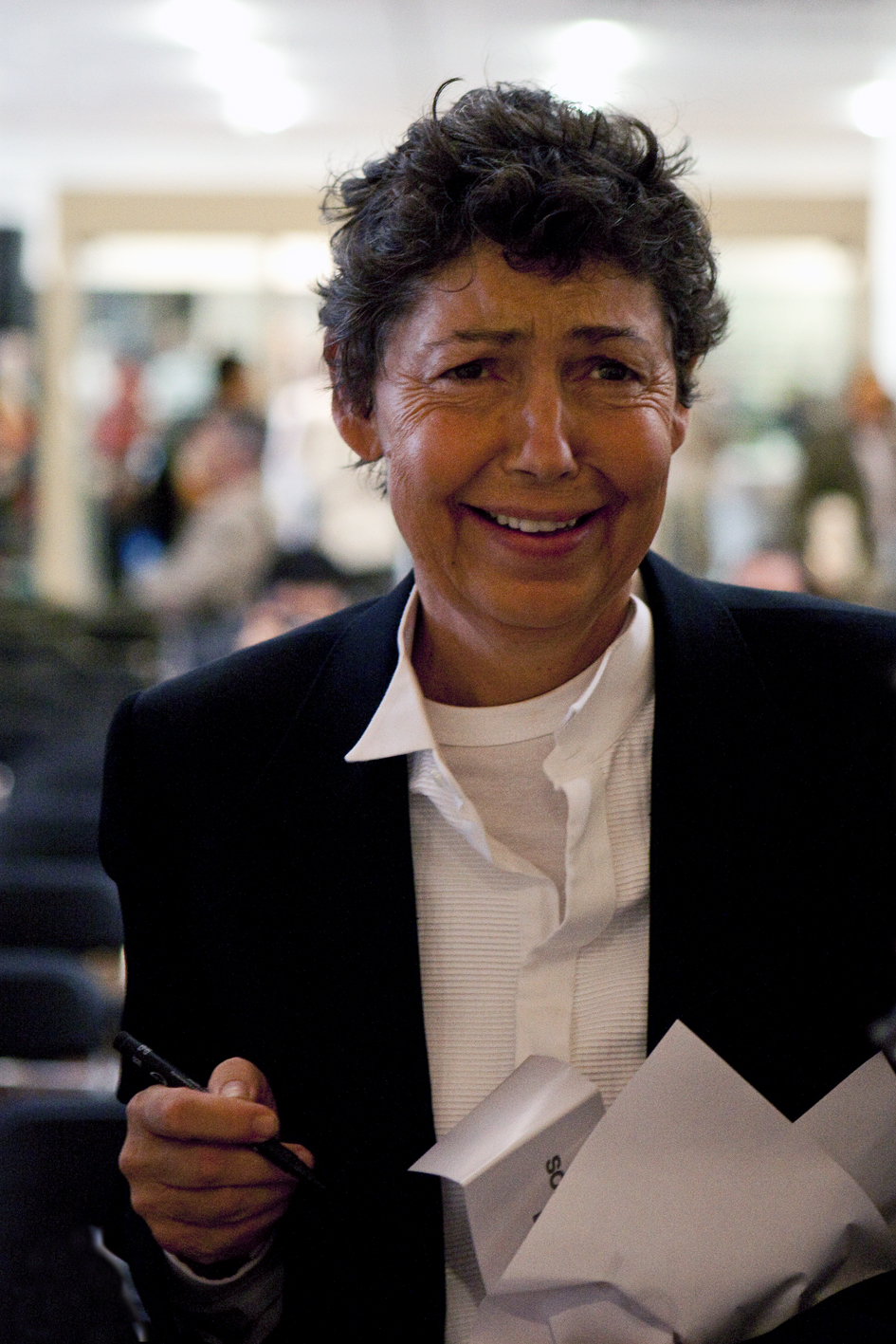
Isa Genzken bij de opening van haar tentoonstelling „Sesam öffne dich!“ in het Museum Ludwig op 14 augustus 2009

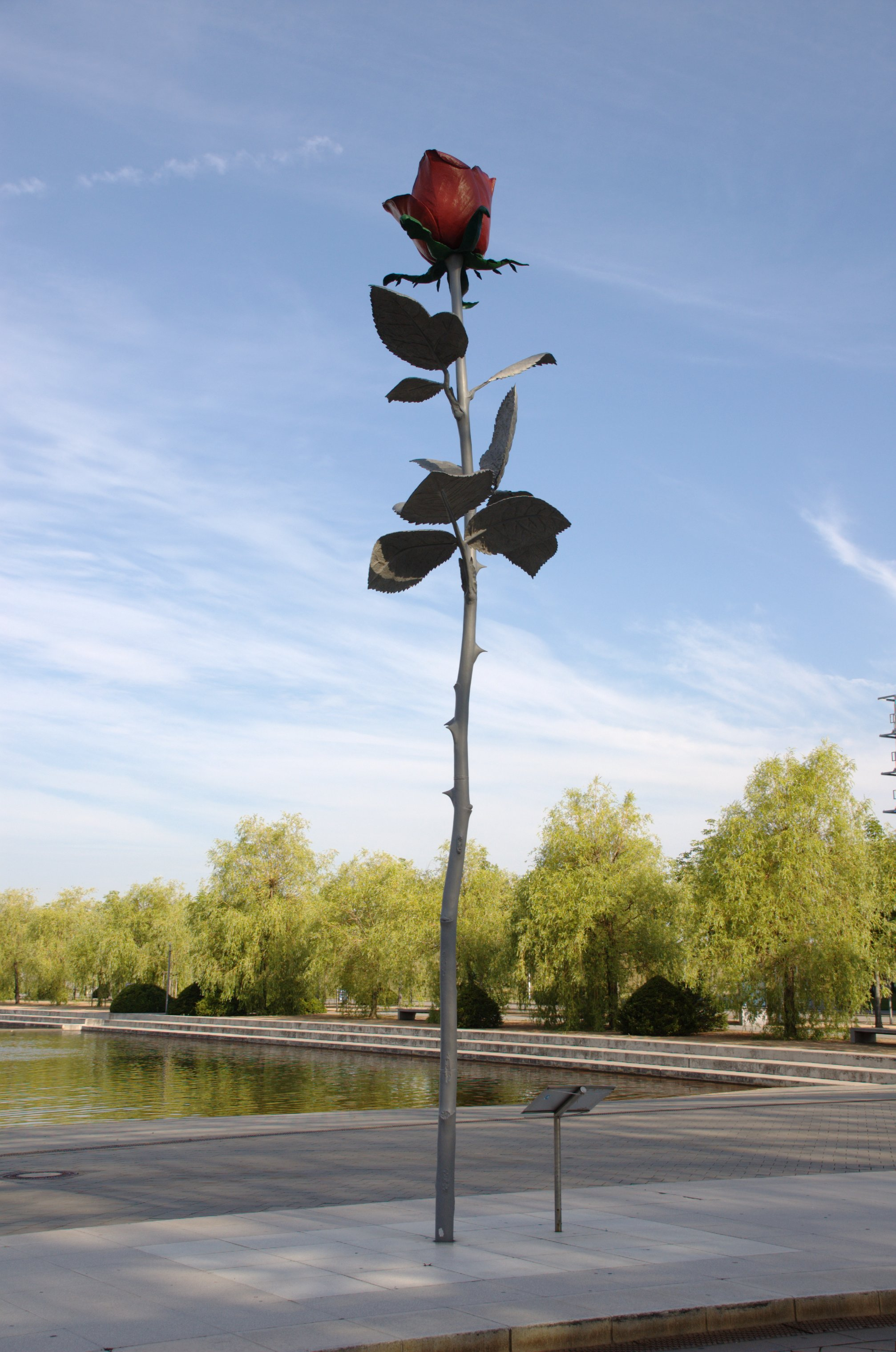
Rose, Leipziger Messe in Leipzig

Isa Genzken (Bad Oldesloe, 1948) is een Duitse kunstenares. Ze werkt vooral als beeldhouwer.

## Leven en werk
Van 1969 tot 1977 studeerde zij beeldhouwkunst in Hamburg, Düsseldorf en Berlijn. Genzken werkt al meer dan dertig jaar aan een veelzijdig en complex oeuvre dat bestaat uit beelden, installaties, films, video's, schilderijen, werken op papier, foto's en kunstenaarsboeken. Genzken werkt met veel verschillende materialen zoals hout, gips, epoxiehars, beton en vooral ook plastics en kunststoffen, maar ook met alledaagse gebruiksvoorwerpen en producten uit de consumptiemaatschappij. Met haar werk weet de kunstenares de hedendaagse realiteit op subtiele wijze maatschappijkritisch te reflecteren.
In 1982 trouwde zij met de Duitse kunstschilder Gerhard Richter, die tegenwoordig getrouwd is met Sabine Moritz.
In 2002 ontving ze de Wolfgang Hahn-prijs. In hetzelfde jaar nam zij met haar werken New Buildings for Berlin en Spiegel deel aan de grote kunsttentoonstelling documenta 11 in Kassel. Ook op de tien jaar daaraan voorafgaande documenta 9 (1992) was zij met haar werk vertegenwoordigd.
Haar werk was verder onder andere te zien op solotentoonstellingen bij Hauser & Wirth in Londen (2005), in het Camden Arts Centre in Londen (2005), in de Kunsthalle zu Kiel in Kiel (2006), in de Wiener Secession (2006), en voorts in het Taxispalais in Innsbruck (2006).
In 2004 ontving zij de Internationale Kunstpreis Kulturstiftung Stadtsparkasse München (een geldprijs van € 50.000). In 2007 nam zij voor Duitsland deel aan de Biënnale van Venetië In 2009 had zij een tentoonstelling in het Keulse Museum Ludwig. In 2015 organiseerde het Stedelijk Museum in Amsterdam een grote overzichtstentoonstelling van haar werk.